# Alessio Sestu
Alessio Sestu (* 29. September 1983 in Rom) ist ein italienischer ehemaliger Fußballspieler.

## Karriere

### Anfänge
Sestu entstammt der Jugendabteilung von Lazio Rom. Er wurde 2001 für ein Jahr an den unterklassigen Verein AS Sora verliehen, ohne jedoch auf Einsätze zu kommen. 2002 wechselte er zum FC Modena, blieb jedoch auch dort ohne Spielzeit, sodass er sich zum 1. Januar 2003 dem FC Treviso anschloss. Nach einem weiteren halben Jahr ohne Einsatz folgte 2003 eine Leihe zum FC Südtirol, für den er in der Serie C2 in 15 Partien auflief. Nach seiner Rückkehr kam er beim FC Treviso zu seinem Debüt in der Serie B, jedoch folgten in der Hinrunde der Saison 2004/05 keine weiteren Einsätze, weshalb er an die AS Cittadella verliehen wurde. Für Cittadella absolvierte Sestu in einem Kalenderjahr 35 Spiele und erzielte vier Tore. In der ersten Hälfte des Jahres 2006 lief Sestu leihweise für die AC Mantova 1911 auf und absolvierte in der Serie B sieben Partien. Auch im folgenden Jahr wurde Sestu verliehen. Für Salernitana Calcio kam er auf 30 Einsätze und acht Treffer.

### Jahre in der Serie A und B
2007 wechselte Sestu zur US Avellino in die Serie B. Er wurde auf Anhieb Stammspieler und absolvierte in der Saison 2007/08 38 Partien. Im August 2008 folgte dann der Wechsel zu Reggina Calcio, wo er in der Saison 2008/09 17 Spiele in der Serie A absolvierte und einen Treffer erzielte. Nach einem Jahr wechselte Sestu jedoch zurück in die Serie B zu Vicenza Calcio, blieb allerdings nur in der Hinrunde der Saison 2009/10 dort. Im Januar 2010 wechselte er zur AS Bari, für die er in der Rückrunde der Serie A 2009/10 drei Spiele absolvierte. Im Sommer 2010 wechselte Sestu dann zur AC Siena. Mit Siena gelang ihm in der Saison 2010/11 der Aufstieg in die Serie A, wobei Sestu fester Bestandteil der Stammformation war. In der Folgesaison kam er lediglich auf wenige Einsätze, konnte mit Siena jedoch die Klasse halten. In der Saison 2012/13 war dies dann nicht mehr der Fall. Sestu stand zwar wieder regelmäßig auf dem Platz, Siena musste jedoch wieder in die Serie B absteigen. Sestu wechselte daraufhin zum Erstligisten Chievo Verona, für den er in der Hinrunde der Saison 2013/14 zwölf Spiele absolvierte. In der Rückrunde lief er auf Leihbasis für Sampdoria Genua auf, kam jedoch auf lediglich zwei Spieleinsätze. 2014 folgte eine weitere Leihe zum Zweitligisten Brescia Calcio, wo er wichtiger Bestandteil der Mannschaft wurde, mit Brescia sportlich jedoch abstieg. Die Saison 2015/16 wurde Sestus letzte in der Serie B, als er auf Leihbasis für Virtus Entella spielte.

### Alessandria und Piacenza
Sestu wurde 2016 von Chievo Verona für zwei Jahre an den Drittligisten US Alessandria Calcio verliehen, wo er auf insgesamt 48-Liga-Einsätze kam und zwei Treffer erzielte. Nach Auslaufen seines Vertrages bei Chievo wechselte Sestu 2018 zu Alessandrias Ligakonkurrenten Piacenza Calcio 1919. Sein 2020 auslaufender Vertrag bei Piacenza wurde nicht verlängert. Er erzielte in 50 Spielen zwei Treffer für Piacenza.

## Erfolge
- Aufstieg in die Serie A: 2010/11